# Syrischer Nationalrat

Logo des Syrischen Nationalrates

Der Syrische Nationalrat (arabisch المَجْلِس الوَطَنِيّ السوري, DMG al-maǧlis al-waṭanī as-sūrī, kurdisch Encûmena Nîştimanî ya Sûrî, reichsaramäisch ܡܘܬܒܐ ܐܘܡܬܢܝܐ ܕܣܘܪܝܐ Mawtbo umṯonoyo d Suriya; SNC) ist ein syrisches Oppositionsbündnis gegen das Baath-Regime von Baschar al-Assad. Er hat seinen Sitz in Istanbul und wurde am 23. August 2011 im Zuge des Volksaufstandes gegründet.
Präsident des Rates mit seinen 270 Mitgliedern ist seit dem 9. November 2012 Georges Sabra; zuvor hatten Abdelbaset Sieda (Juni bis November 2012) und Burhan Ghaliun (August 2011 bis Juni 2012) dieses Amt inne. Der Stellvertreter ist Faruk Tajfur, ein Mitglied der Muslimbruderschaft.
Ziel des Rates ist es, die syrische Opposition zu einen. In seiner Gründungserklärung sprach er sich gegen ein militärisches Eingreifen von außen in Syrien aus, jedoch gibt es zunehmend Forderungen nach einer Schutz- oder Flugverbotszone. Der Nationalrat unterstützt die Freie Syrische Armee, eine Rebellengruppe, die aus dem desertierten Personal der Syrischen Streitkräfte sowie aus ausländischen Kämpfern besteht.

## Hintergrund und Gründung
Bereits nach dem Damaszener Frühling 2001 soll im Jahre 2005 ein Nationalrat von Syrien gegründet worden sein, um eine Plattform gegen die Assad-Regierung zu schaffen. Als der Arabische Frühling 2011 ausbrach, bildeten syrische Oppositionsgruppierungen verschiedene Oppositionsräte. Der Syrische Nationalrat wurde am 23. August des Jahres in Istanbul gegründet und gibt an, die Anliegen und Forderungen des syrischen Volkes zu repräsentieren. Der Sprecher des Syrischen Nationalrates, Yaser Tabbara, weist darauf hin, dass der Rat 115 bis 120 Mitglieder aus allen syrischen Oppositionsgruppen, einschließlich des nun aufgelösten und eingegliederten Nationalrates von Syrien, beinhaltet. Der Rat hat die Namen von 71 Mitgliedern, die meisten von ihnen Exilsyrer, bekanntgegeben.
Der in Paris lebende syrische Akademiker Burhan Ghaliun wurde im September 2011 zum Vorsitzenden des Nationalrates erklärt. Am 2. Oktober 2011 veröffentlichte der Syrische Nationalrat formell seine organisatorischen Verbindungen und Strukturen: Er enthält eine Allgemeine Versammlung, ein Generalsekretariat und einen Exekutivausschuss von 6 bis 7 Personen, deren Namen aus Sicherheitsgründen geheim gehalten werden müssen.

## Mitglieder
Am 10. Juni 2012 wurde Burhan Ghalium vom Kurden Abdelbaset Sieda als Vorsitzender des Nationalrates abgelöst. Ein weiteres Mitglied war bis zum freiwilligen Ausscheiden Ghaliuns Haitham Maleh. Außerdem gehörte bis Ende August 2012 Bassma Kodmani (1958–2023) dem Rat an, die in Frankreich lebte. Kodmani war Mitglied des Präsidiums und Leiterin der auswärtigen Angelegenheiten des Syrischen Nationalrats. Sie stand dem Zentrum der Machtstruktur sehr nahe und war eine der wichtigsten Sprecherinnen des Exekutivkomitees.
Der Syrische Nationalrat vertritt eigenen Angaben nach etwa 60 % der syrischen Opposition: Sie umfasst vor allem die Syrische Muslimbruderschaft und wird von der Damaszener Erklärung, der Assyrischen Demokratischen Organisation, von kurdischen Dissidenten, aber auch von mehreren unabhängigen syrischen Dissidenten und von den Lokalen Koordinationskomitees – einer Demonstrationen organisierenden Gruppe – unterstützt. Die meisten bekannten Mitglieder befinden sich im Exil, da der Rat danach strebt, die Unterstützung aus Syrien selbst zu wahren und die Anonymität der Unterstützer in Syrien zu schützen.
Ein säkulares Mitglied des Nationalrates kritisierte, dass mehr als die Hälfte des Rates aus Islamisten besteht. Laut einem Funktionär aus einem Golfstaat haben einige der Mitglieder des Nationalrats über Jahre im Ausland gelebt. Die einzige kurdische Partei aus Syrien, die dem Rat verbunden ist, ist „Zukunft jetzt“ unter der Führerschaft von Mischal Tammo, der jedoch kurz nach seiner Ankündigung der Unterstützung des Syrischen Nationalrates in der nordöstlichen Stadt Qamischli im Oktober 2011 einem Attentat zum Opfer fiel.

## Kritik
Die Gründung des Syrischen Nationalrates traf auf gemischte Reaktionen und auch auf Kritik aus einem anderen Oppositionsbündnis Syriens, dem Nationalen Koordinationskomitee für Demokratischen Wandel, welcher vor allem linke säkulare und nationalistische Gruppen, unabhängige Dissidenten und kurdische Parteien umfasst, die alle ihre Basis innerhalb Syriens haben. Die Generalkommission der Syrischen Revolution lehnt eine Zusammenarbeit mit dem Syrischen Nationalrat ebenfalls ab.
Laut Abdulhakim Baschar, dem Generalsekretär der Demokratischen Partei Kurdistan-Syrien, wird der oppositionelle Syrische Nationalrat „viel zu sehr von der Türkei beeinflusst“. Er verlangt vom Nationalrat Garantien für die kurdische Bevölkerung Syriens und erklärt, die Türkei wäre dann ihrerseits gezwungen, der kurdischen Bevölkerung in der Türkei dieselben Rechte zu gewähren.
Im August 2012 trat Bassma Kodmani, die Sprecherin des Syrischen Nationalrates, zurück und warf der Organisation einen Verlust an Glaubwürdigkeit vor; es sei dem Nationalrat nicht ausreichend gelungen, die Arbeit syrischer Oppositionsgruppen und von Aufständischen vor Ort zu koordinieren, erklärte sie dem französischen Radiosender RFI. Sie habe wiederholt auf die Notwendigkeit einer engeren Zusammenarbeit mit den Aufständischen hingewiesen. Der Nationalrat habe die Hoffnungen und berechtigten Erwartungen der Revolutionäre in Syrien nicht erfüllt.
Bei einer Konferenz im November 2012 in Katar stellte der Dissident Riad Seif zu Beginn des fünftägigen Treffens einen Plan vor, der den Einfluss des derzeit dominierenden Syrischen Nationalrats zurückdrängen wird. Die Exil-Organisation soll im 55-köpfigen Führungsgremium der Nationalkoalition für Oppositions- und Revolutionskräfte nur 22 Sitze erhalten, um Platz für die in Syrien kämpfenden Rebellen zu machen. Nationalratschef Abdelbaset Sieda hingegen verlangte 40 Prozent der Mandate. 2014 zug sich der Rat aus Protest gegen die Genfer Friedensgespräche mit dem Assad-Regime von der Nationalkoalition zurück.
Wie die Vereinigten Staaten von Amerika im November 2012 die Al Nusra Front als Terrororganisation einstuften, kritisierte der Syrische Nationalrat die Entscheidung.

## Internationale Beziehungen

Übersicht der Länder, die den Syrischen Nationalrat anerkannt haben (grün), offiziell Kontakte unterhalten (blau), inoffiziell Kontakte unterhalten (gelb) oder Staaten welche informelle Beziehungen mit dem Syrischen Nationalrat haben (orange)

Der erste UN-Mitgliedsstaat, der den Syrischen Nationalrat als die einzige legitime Vertretung Syriens anerkannte, war Mitte Oktober 2011 Libyen, Ende November folgte Frankreich. Mehrere weitere Staaten haben die Gründung des Rates begrüßt und unterhalten Kontakte zum Rat, darunter Spanien und die im Norden an Syrien grenzende Türkei unter Ministerpräsident Recep Tayyip Erdoğan. Die Demokratische Allianz für Ägypten hat den Syrischen Nationalrat ebenfalls als Syriens legitime Vertretung anerkannt. Der Nationalrat selbst hat um internationale Anerkennung gebeten und spielt nach eigenen Angaben zurzeit eine Rolle als Exilregierung.